# Розовый капитализм

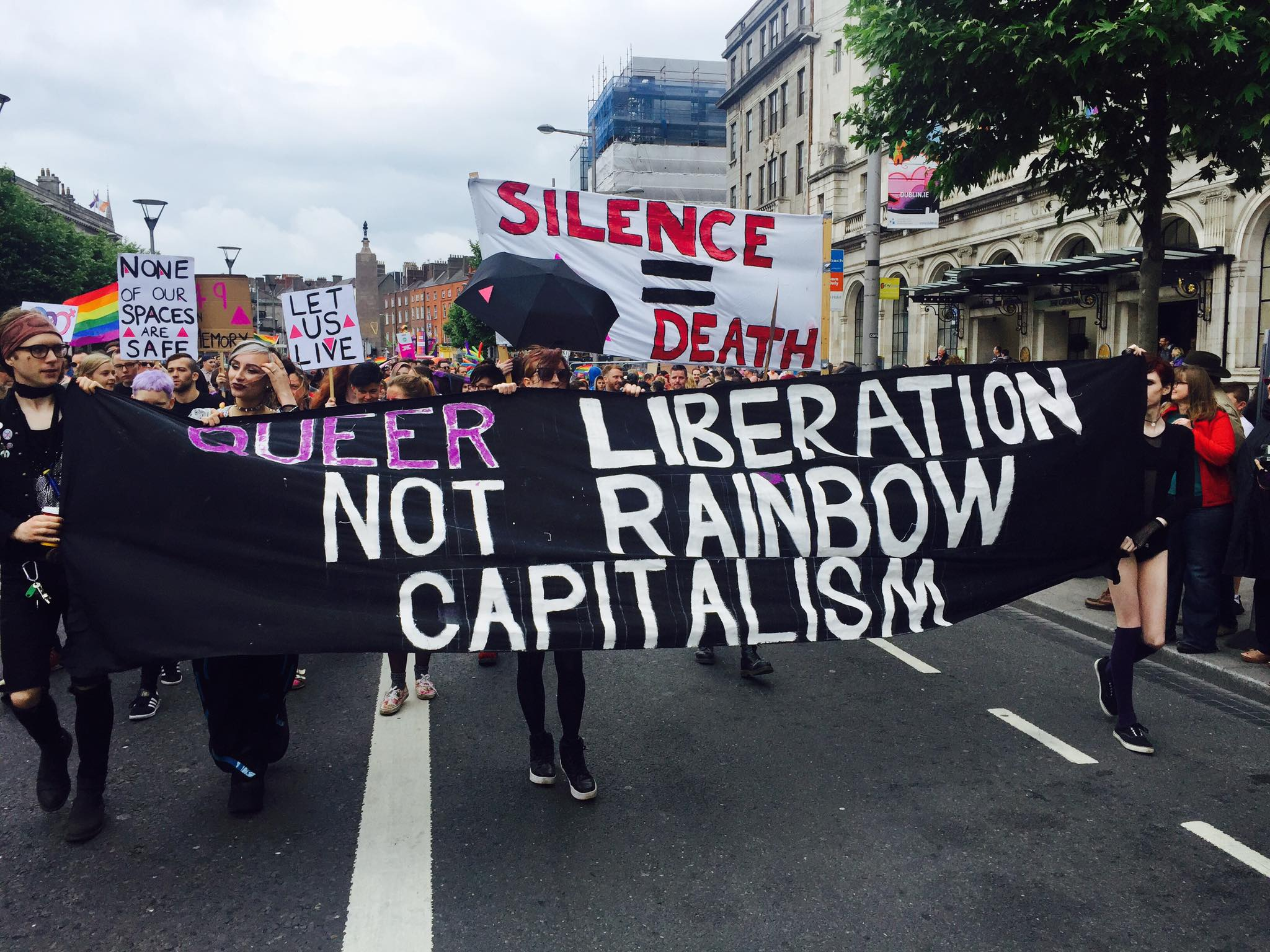
Блок квиров, протестующий против радужного капитализма на гей-параде в Дублинe, 2016

Розовый капитализм (также радужный капитализм или гей-капитализм) — это термин, которым критически описывают включение ЛГБТ-движения в капитализм и рыночную экономику, в частности, в рынок гетеросексуальных, цисгендерных, белых людей из среднего класса.
Для ЛГБТ, обретших достаточную покупательную способность («розовые деньги»), создаются отдельные сегменты рынка. Это бары и ночные клубы для гомосексуальных людей, ЛГБТ-туризм, продукция к месяцу гордости и специализированное культурное потребление в общем.

## Критика «розового капитализма»
Критики розового капитализма отмечают, что компании, обращающиеся к идеям равенства, обращаются к узкой прослойке ЛГБТ: тех, кто способен оплатить их товары и услуги. Более того, утверждают критики, компании фокусируют своё внимание на привлекательных гомосексуальных мужчинах, игнорируя гомосексуальных женщин, бисексуалов и трансгендерных людей. Таким образом, «розовый капитализм» способствует раскрепощению тех ЛГБТ-людей, которые и так испытывали наименьшее давление со стороны общества.
По мнению критиков, благотворительные пожертвования со стороны компаний лишь заглушают чувство вины потребителей и позволяют им не задумываться о причинах необходимости этой благотворительности — о деструктивной деятельности этих компаний. А необходимость платы за товары и услуги, предоставляемые «розовыми» компаниями, предполагает, что только платежеспособные гомосексуальные и трансгендерные люди могут участвовать в прайде.
Помимо этого, отмечается лицемерие отдельных компаний, которые одновременно спонсируют как поддерживающие ЛГБТ, так и угнетающие ЛГБТ инициативы. Например, Amazon и Wallmart поменяли лого своих компаний в социальных сетях на радужные версии, но вместе с тем спонсировали американских политиков, голосовавших против антидискриминационных законов.
Иногда утверждается, что новая эстетика и новые модные тенденции «розового капитализма» угнетают ЛГБТ-людей, если те не соответствуют новопринятым стандартам. ЛГБТ не только вытесняются из нормы гетеросексуальным цисгендерным большинством, но и чувствуют отчуждение от идеальной рекламной картинки ЛГБТ-человека.

## Защита «розового капитализма»
Многие защитники «розового капитализма» отмечают, что коммерционализированная радужная символика делает дискриминацию ЛГБТ-сообщества более заметной и может уменьшить проявления гомофобии и трансфобии. К тому же, по их мнению, публичная поддержка — лишь часть процесса изменений; к примеру, некоторые компании учат своих сотрудников терпимому отношению к ЛГБТ, не рассказывая об этом публично.
Компании, участвующие в «розовом капитализме», зачастую долю прибыли от продажи ЛГБТ-тематической продукции жертвуют на благотворительность.
По мнению сторонников «розового капитализма», включение ЛГБТ в рынок в общем приносит сообществу больше пользы, чем вреда. Даже если мотивацией корпораций является прибыль, из этого не следует, что ЛГБТ-продукция негативно влияет на положение гомосексуальных и трансгендерных людей в обществе.

## «Розовый капитализм» в России
В России «розовый капитализм» не так распространён — в том числе из-за закона о пропаганде гомосексуализма. Однако часть иностранных компаний продаёт вещи с радужной символикой: например, радужные кроссовки Vans и футболки с радужным принтом Calvin Klein. Известен случай с российской компанией Вкусвилл, которая опубликовала рекламу с однополой парой, но после негативной реакции извинилась и назвала публикацию ошибкой.

## Акции против «розового капитализма»
Существуют инициативы, направленные против «розового капитализма» или предлагающие ему альтернативу. Часто проводятся гей-парады, не спонсируемые компаниями: Reclaim Pride Coalition в Нью-Йорке, Free Pride в Глазго (не требующий платы за участие), Orgullo Crítico в Испании и другие. Помимо этого, проводятся акции, подчёркивающие помимо гомосексуальности и трансгендерности участников другие качества, относящие их к угнетённой группе; например, «Black Trans Lives Matter» («жизни чёрных трансгендерных людей важны»).